# Plusstrook

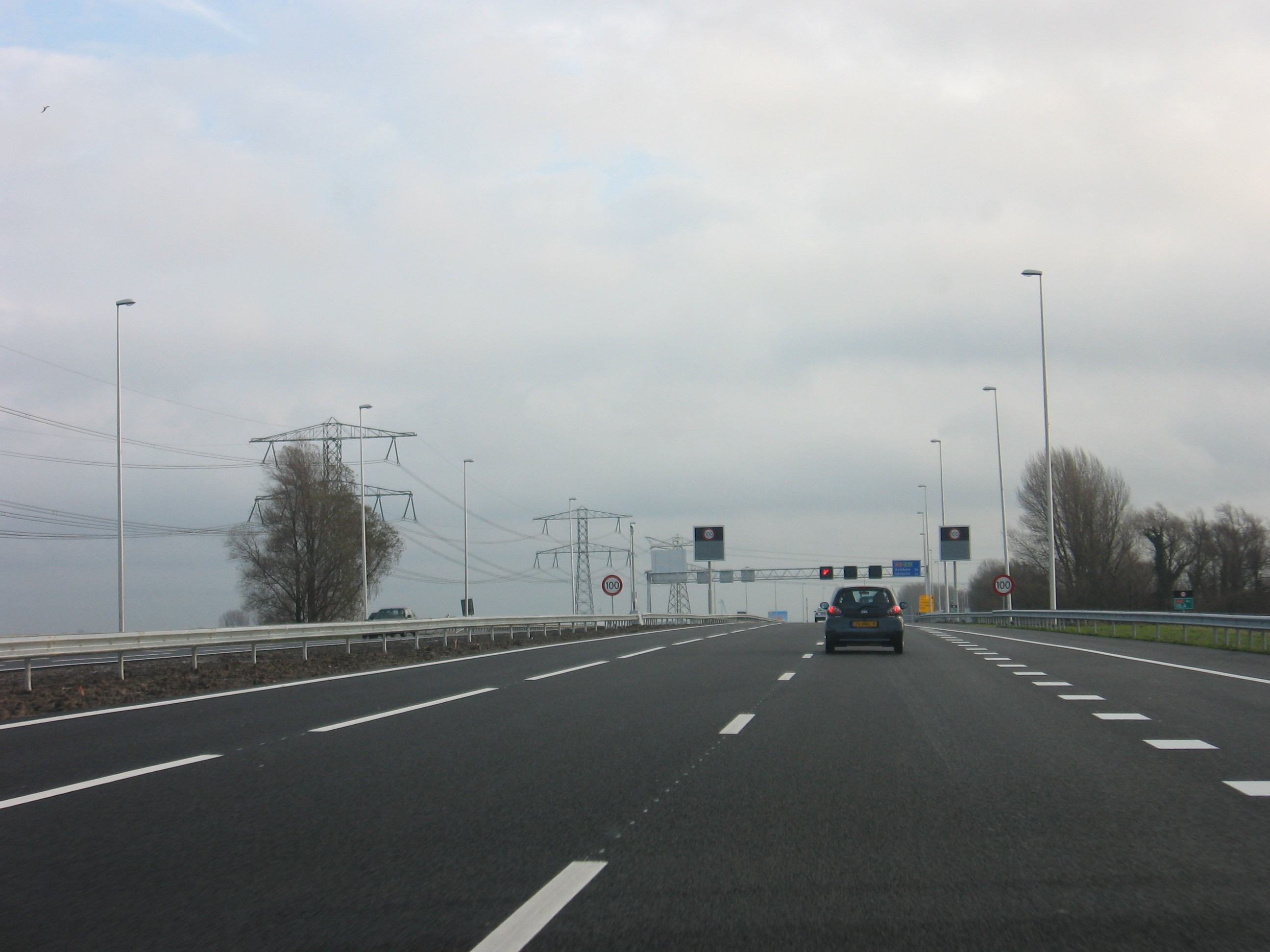
Plusstrook op de A12 tussen Zoetermeer en Gouda

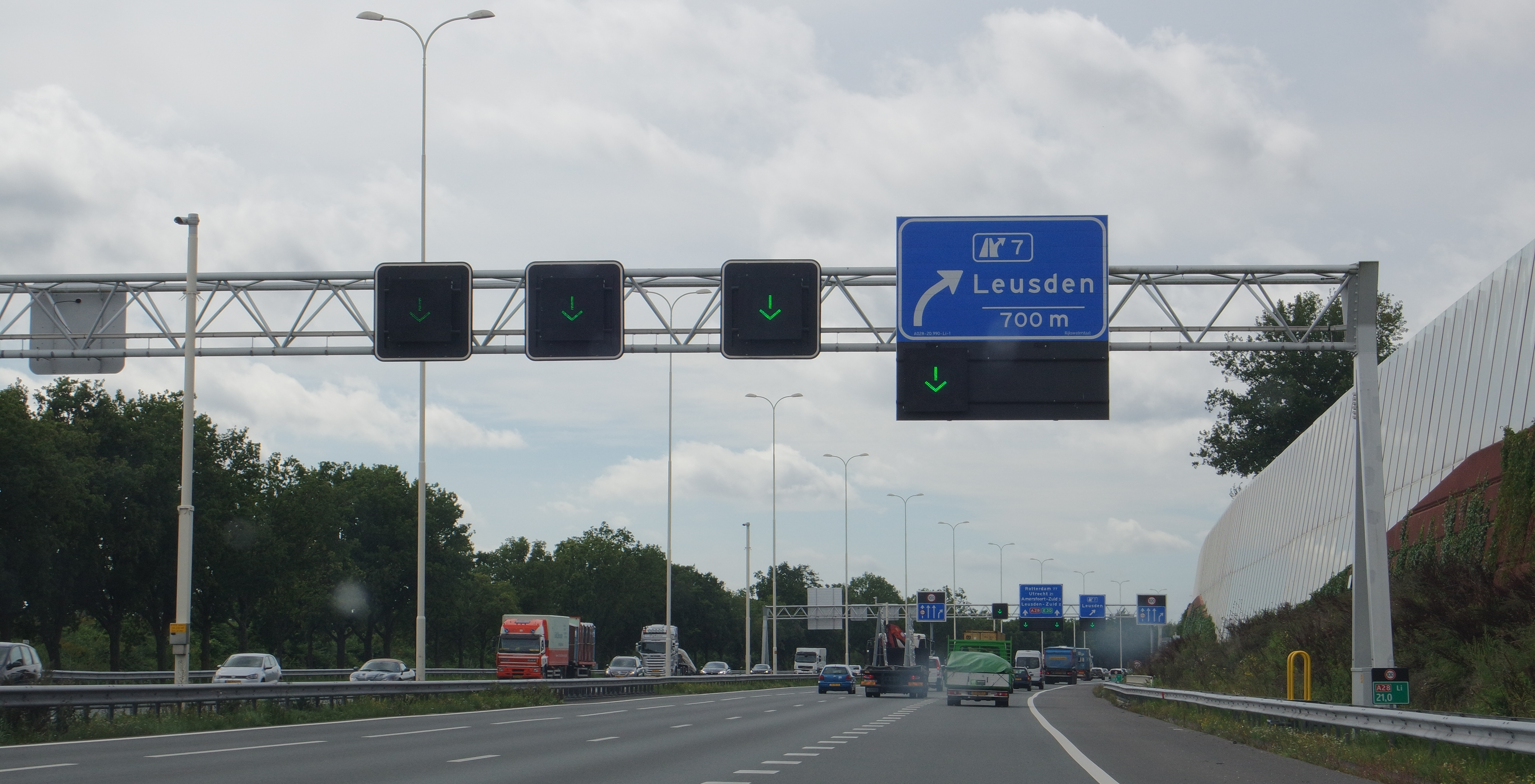
Plusstrook op de A28 bij Leusden

Een plusstrook is een extra linker rijstrook op de autosnelweg in Nederland, die mogelijk is gemaakt door het smaller maken van de oorspronkelijke rijstroken. De plusstrook is onderdeel van de Spoedwet wegverbreding, die is ingesteld om de fileproblematiek in Nederland te verminderen. Een plusstrook wordt ingezet op weggedeelten waar een extra rijstrook wenselijk is voor betere doorstroming tijdens drukke momenten. Doordat een plusstrook over het algemeen smaller is, is de plusstrook toe te passen op wegen waar beperkte ruimte is. Voor de veiligheid geldt er een maximumsnelheid van 100 km/h of 80 km/h.
Kenmerkend is dat ook een vluchtstrook beschikbaar blijft. De eerste plusstrook (die er ook echt uitziet als een plusstrook) werd geopend op 22 november 1999 op de A27 tussen Houten en knooppunt Everdingen (op 18 oktober 1999 werd er al een plusstrook geopend op de A4 tussen knooppunt Burgerveen en Hoofddorp, maar deze oogde als een reguliere rijstrook).

## Openen en sluiten
Een plusstrook mag niet de gehele dag open staan, behalve bij calamiteiten. Een plusstrook is immers aangelegd om drukke momenten op te vangen en valt onder de spoedwet wegverbreding. Om diverse redenen, zoals milieu en geluid, gelden er regels voor het openen van de plusstrook. Voordat de plusstrook geopend mag worden, gelden er een aantal criteria waarin voldaan moet worden zoals tijdstip, intensiteit en gemiddeld gereden snelheid. Deze criteria verschillen per traject met een plusstrook.

### Schouwen
Plusstroken worden handmatig, door een wegverkeersleider, geopend en gesloten. Voorafgaand het openen dient de plusstrook tweemaal geschouwd te worden. Dit gebeurt door middel van camera's, en bij storingen aan de camerasystemen door een weginspecteur. Tijdens het schouwen wordt gecontroleerd of er zich voorwerpen, voertuigen of personen op de plusstrook bevinden. Hiervoor heeft de wegverkeersleider een maximum aantal seconden. Wordt dit overschreden dan moet het proces opnieuw uitgevoerd worden. Wanneer er tijdens het schouwen niets aangetroffen wordt, worden de kantelwalsborden aan beide zijden van de weg gedraaid met de boodschap 'spitsstrook geopend'. Hierbij wordt verkeersbord C23 getoond. Hierna gaan boven alle reguliere rijstroken de groene pijlen branden. Het rode kruis op de plusstrook blijft nog branden. Vervolgens volgt de tweede schouw van de plusstrook. Deze verloopt exact als het eerste schouwproces, maar dan vlugger. Wanneer er opnieuw niets aangetroffen wordt, worden de rode kruisen vervangen voor groene pijlen en is de plusstrook geopend.
Tijdens het sluiten van de plusstrook worden eerst de kantelwalsborden gedraaid met de tekst 'spitsstrook vrijmaken'. Direct hierna branden er gedurende een aantal seconden verdrijvingspijlen boven de plusstrook. Hierna draaien de kantelswalsborden naar de stand 'spitsstrook gesloten' en worden de verdrijvingspijlen vervangen door rode kruisen. De plusstrook is dan gesloten. De criteria om een plusstrook te sluiten verschillen per traject. De criteria zijn een hoge gemiddelde snelheid, lage intensiteit en het tijdstip.

## Locaties[1]
| Wegnummer | Traject                                | Openingsdatum                                                                      | Lengte |
| --------- | -------------------------------------- | ---------------------------------------------------------------------------------- | ------ |
| A12       | afrit Gouda → afrit Zoetermeer-Centrum | 18 januari 2010                                                                    | 14 km  |
| A12       | afrit Zoetermeer → knooppunt Gouwe     | 18 januari 2010                                                                    | 10 km  |
| A12       | afrit Bunnik – afrit Ede               | 27 april 2009 (Veenendaal-West - Ede) / 3 augustus 2012 (Bunnik - Veenendaal-West) | 31 km  |
| A15       | afrit Spijkenisse – Thomassentunnel    | 8 juni 2015 (richting de Thomassentunnel) / 11 oktober 2015 (richting Spijkenisse) | 7 km   |
| A27       | knooppunt Gorinchem → afrit Noordeloos | 10 oktober 2006                                                                    | 5 km   |
| A27       | afrit Houten → knooppunt Everdingen    | 22 november 1999                                                                   | 6 km   |
| A28       | afrit Maarn – knooppunt Hoevelaken     | 15 juli 2013                                                                       | 6 km   |
| A28       | afrit Zwolle-Zuid – afrit Ommen        | 13 december 2004                                                                   | 7 km   |

### Voormalige plusstroken
Een aantal plusstroken zijn inmiddels vervangen door een reguliere wegverbreding.
| Wegnummer | Traject                                      | Sluitingsdatum  |
| --------- | -------------------------------------------- | --------------- |
| A1        | Knooppunt Watergraafsmeer → knooppunt Diemen | 2015            |
| A1        | afrit Twello – afrit Deventer-Oost           | 2020            |
| A1        | afrit Voorst – afrit Twello                  | 2025            |
| A2        | knooppunt Batadorp – knooppunt De Hogt       | 2009            |
| A4        | knooppunt De Hoek – knooppunt Burgerveen     | 2 april 2013    |
| A12       | afrit Woerden → afrit Gouda                  | 15 oktober 2015 |
| A67       | knooppunt De Hogt – knooppunt Leenderheide   | 2009            |

rijstrook · vluchtstrook · spitsstrook · invoegstrook · uitvoegstrook · weefstrook · bufferstrook · plusstrook · wisselstrook · redresseerstrook · voorsorteerstrook · klimstrook

Doelgroepstroken: busstrook · carpoolstrook · vrachtwagenstrook · fietsstrook · passeerstrook